# Wittring
Wittring [vitʁɛ̃] est une commune française située dans le département de la Moselle et le bassin de vie de la Moselle-Est, en région Grand Est.

## Géographie
Wittring est située dans une boucle de la Sarre, à 13 km au sud de Sarreguemines.

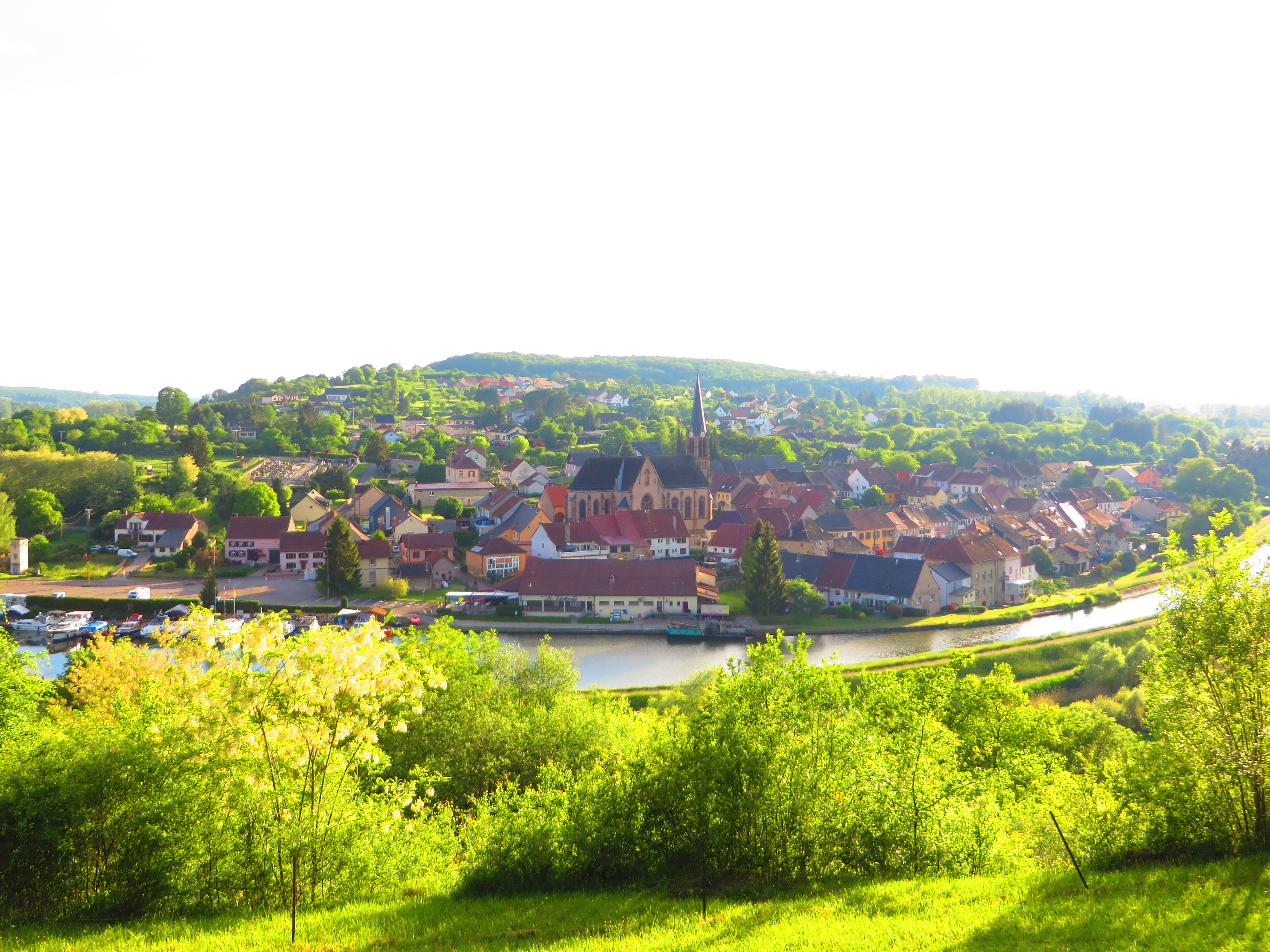
Wittring vue panoramique

### Communes limitrophes
| Siltzheim Bas-Rhin   | Zetting  | Wiesviller |
|                      | Wittring | Achen      |
| Herbitzheim Bas-Rhin |          | Kalhausen  |

### Hydrographie
La commune est située dans le bassin versant du Rhin au sein du bassin Rhin-Meuse. Elle est drainée par la Sarre, le canal des houillères de la Sarre, le ruisseau le Flettwiesergraben et le ruisseau le Kralbach.
La Sarre, d'une longueur totale de 129,2 km, est un affluent de la Moselle et donc un sous-affluent du Rhin, qui coule en Lorraine, en Alsace bossue et dans les Länder allemands de la Sarre (Saarland) et de Rhénanie-Palatinat (Rheinland-Pfalz).
Le Canal des houillères de la Sarre, d'une longueur totale de 65,1 km, prend sa source dans la commune de Grosbliederstroff et se jette  dans la Sarre à Sarreguemines, après avoir traversé 24 communes.

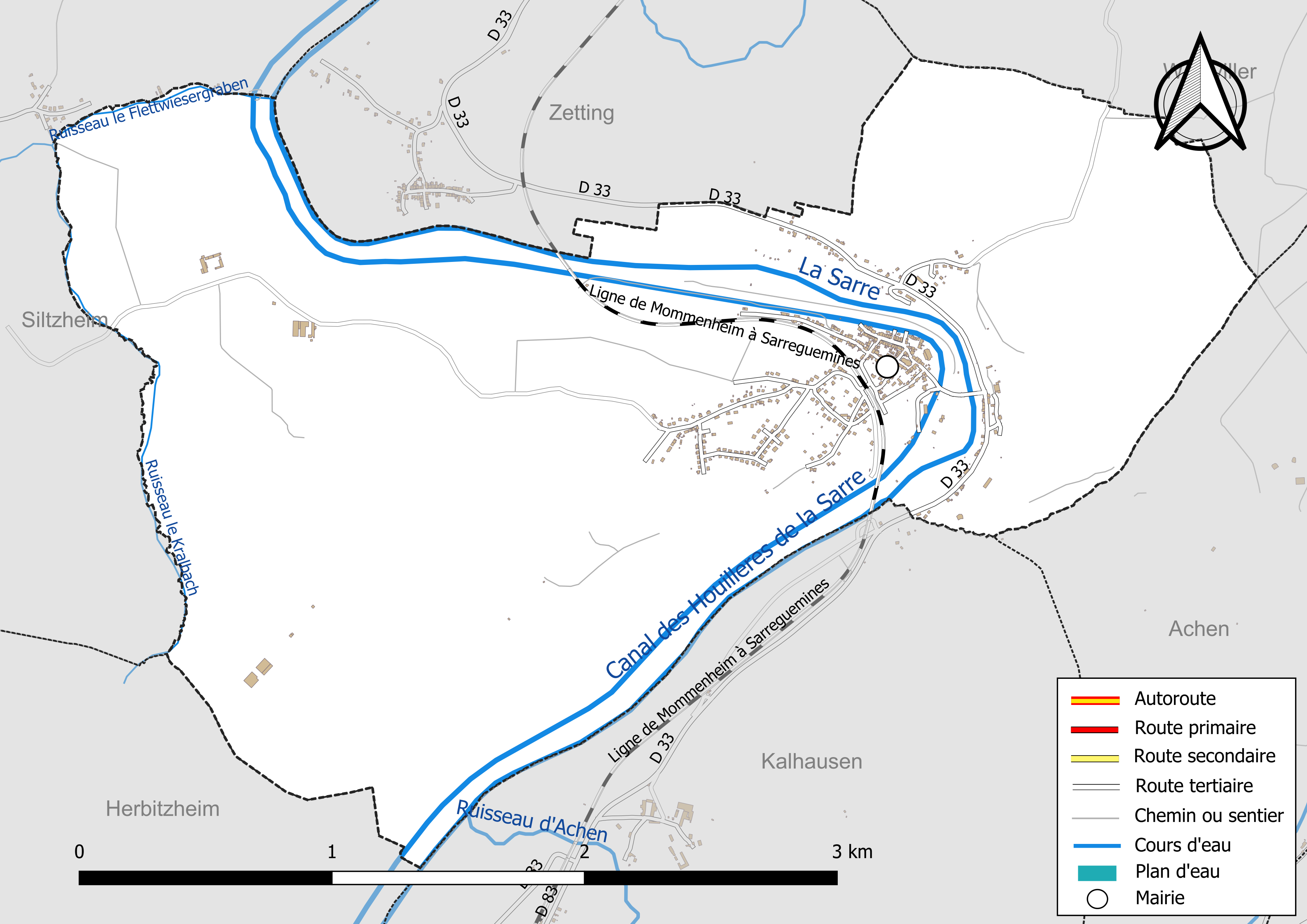
Réseaux hydrographique et routier de Wittring.

La qualité des eaux des principaux cours d’eau de la commune, notamment de la Sarre, du canal des Houilleres de la Sarre et du ruisseau d'Achen, peut être consultée sur un site spécial géré par les agences de l’eau et l’Agence française pour la biodiversité.

### Climat
Pour des articles plus généraux, voir Climat du Grand Est et Climat de la Moselle.
En 2010, le climat de la commune est de type climat des marges montargnardes, selon une étude du Centre national de la recherche scientifique s'appuyant sur une série de données couvrant la période 1971-2000. En 2020, Météo-France publie une typologie des climats de la France métropolitaine dans laquelle la commune est exposée à un climat semi-continental et est dans la région climatique  Vosges, caractérisée par une pluviométrie très élevée (1 500 à 2 000 mm/an) en toutes saisons et un hiver rude (moins de 1 °C). 
Pour la période 1971-2000, la température annuelle moyenne est de 10 °C, avec une amplitude thermique annuelle de 17 °C. Le cumul annuel moyen de précipitations est de 1 037 mm, avec 11,8 jours de précipitations en janvier et 9,5 jours en juillet. Pour la période 1991-2020, la température moyenne annuelle observée sur la station météorologique de Météo-France la plus proche, « Volmunster », sur la commune de Volmunster à 17 km à vol d'oiseau, est de 10,2 °C et le cumul annuel moyen de précipitations est de 760,1 mm. 
La température maximale relevée sur cette station est de 37,6 °C, atteinte le 25 juillet 2019 ; la température minimale est de −18,6 °C, atteinte le 24 décembre 2001,,. 
Les paramètres climatiques de la commune ont été estimés pour le milieu du siècle (2041-2070) selon différents scénarios d'émission de gaz à effet de serre à partir des nouvelles projections climatiques de référence DRIAS-2020. Ils sont consultables sur un site spécial publié par Météo-France en novembre 2022.

## Urbanisme

### Typologie
Au 1er janvier 2024, Wittring est catégorisée bourg rural, selon la nouvelle grille communale de densité à sept niveaux définie par l'Insee en 2022.
Elle est située hors unité urbaine. Par ailleurs la commune fait partie de l'aire d'attraction de Sarreguemines (partie française), dont elle est une commune de la couronne,. Cette aire, qui regroupe 48 communes, est catégorisée dans les aires de 50 000 à moins de 200 000 habitants,.

### Occupation des sols
L'occupation des sols de la commune, telle qu'elle ressort de la base de données européenne d’occupation biophysique des sols Corine Land Cover (CLC), est marquée par l'importance des territoires agricoles (72,3 % en 2018), une proportion sensiblement équivalente à celle de 1990 (73 %). La répartition détaillée en 2018 est la suivante : 
terres arables (36 %), prairies (34,9 %), forêts (14,9 %), milieux à végétation arbustive et/ou herbacée (7 %), zones urbanisées (5,8 %), zones agricoles hétérogènes (1,4 %). L'évolution de l’occupation des sols de la commune et de ses infrastructures peut être observée sur les différentes représentations cartographiques du territoire : la carte de Cassini (XVIIIe siècle), la carte d'état-major (1820-1866) et les cartes ou photos aériennes de l'IGN pour la période actuelle (1950 à aujourd'hui).

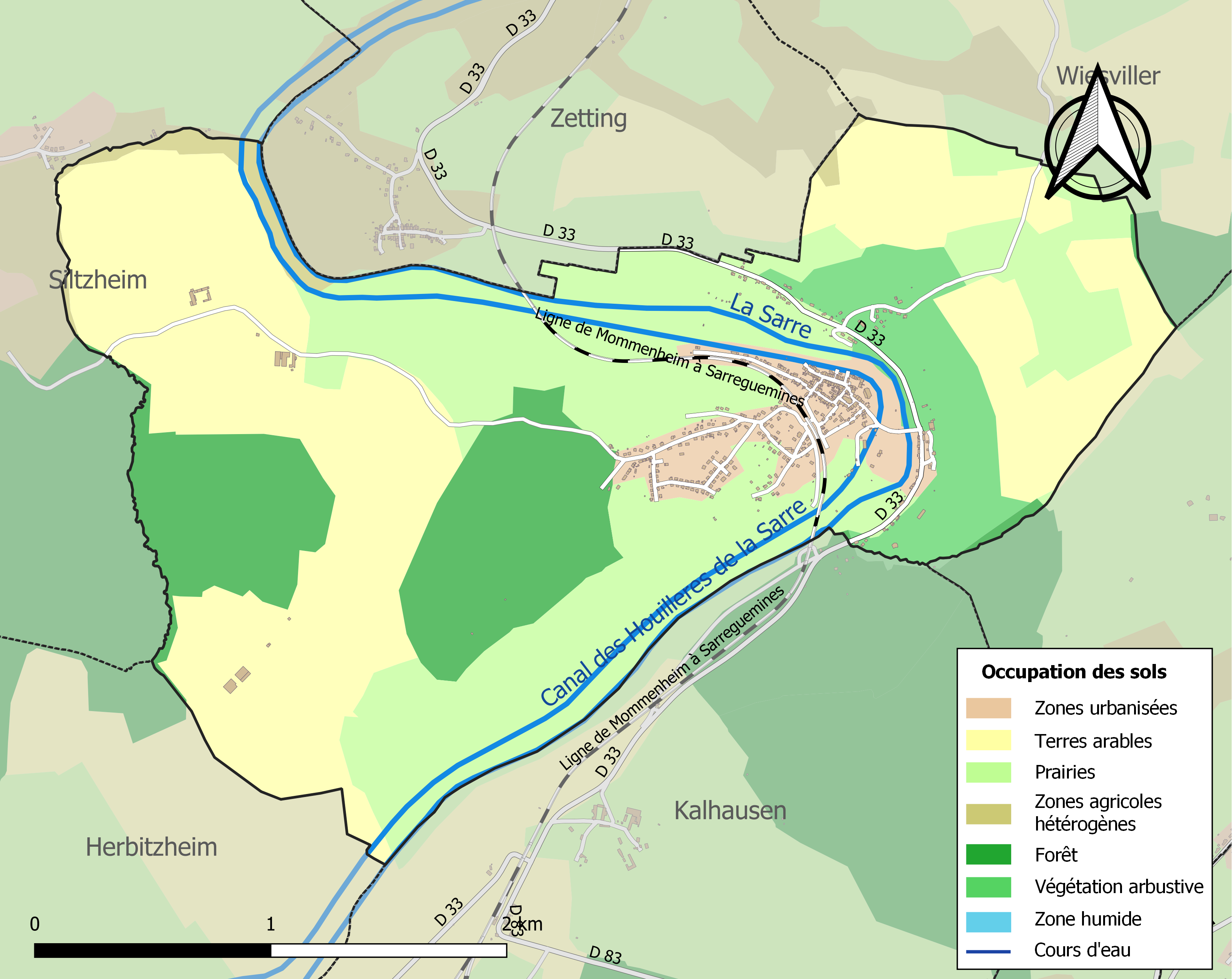
Carte des infrastructures et de l'occupation des sols de la commune en 2018 (CLC).

## Toponymie
- Bitteringen (1238), Winteringen (1361), Witteringen (1426), Wittringa et Witringa (1544), Wittringen (1594), Vitringen (1751), Witring (carte Cassini), Vitring (1793), Wittringen (1871-1918).
- Wittringe en francique lorrain[15].
- Sobriquet des habitants : Wittringer Tellerlecker (les lécheurs d’assiettes de Wittring)[16].

## Histoire
Dépendait de l'ancienne province de Lorraine, châtellenie de Sarreguemines. 
La première fois que l'on rencontre Wittring dans les textes date de l'année 1298. À cette date, le comte Godefroy de Forbach fit don de la moitié du village à l'abbaye de Wadgassen. Le duc de Lorraine, Charles II, conteste cette donation. L'abbé de Wadgasse renonce à la partie de Wittring et la « cède » à Charles II.

## Politique et administration
| Période                                  | Période               | Identité          | Étiquette      | Qualité    |
| ---------------------------------------- | --------------------- | ----------------- | -------------- | ---------- |
| mars 1995                                | mars 2001             | Sylvain Meyer     |                |            |
| mars 2001                                | 2014                  | Gilbert Hantzo    | sans étiquette |            |
| 2014                                     | mai 2020              | Claude Wackenheim |                |            |
| mai 2020                                 | juin 2023 (démission) | Étienne Banholzer |                |            |
| juin 2023                                | En cours              | Bernard Rohr      |                | Technicien |
| Les données manquantes sont à compléter. |                       |                   |                |            |

## Démographie
L'évolution du nombre d'habitants est connue à travers les recensements de la population effectués dans la commune depuis 1793. Pour les communes de moins de 10 000 habitants, une enquête de recensement portant sur toute la population est réalisée tous les cinq ans, les populations de référence des années intermédiaires étant quant à elles estimées par interpolation ou extrapolation. Pour la commune, le premier recensement exhaustif entrant dans le cadre du nouveau dispositif a été réalisé en 2005.

En 2022, la commune comptait 741 habitants, en évolution de −6,56 % par rapport à 2016 (Moselle : +0,52 %, France hors Mayotte : +2,11 %).
| 1793 | 1800 | 1806 | 1821 | 1836 | 1841 | 1861 | 1866 | 1871 |
| ---- | ---- | ---- | ---- | ---- | ---- | ---- | ---- | ---- |
| 340  | 491  | 428  | 665  | 701  | 734  | 640  | 758  | 694  |

| 1875 | 1880 | 1885 | 1890 | 1895 | 1900 | 1905 | 1910 | 1921 |
| ---- | ---- | ---- | ---- | ---- | ---- | ---- | ---- | ---- |
| 703  | 674  | 684  | 693  | 816  | 825  | 837  | 862  | 790  |

| 1926 | 1931 | 1936 | 1946 | 1954 | 1962 | 1968 | 1975 | 1982 |
| ---- | ---- | ---- | ---- | ---- | ---- | ---- | ---- | ---- |
| 790  | 724  | 764  | 797  | 815  | 849  | 874  | 907  | 844  |

| 1990 | 1999 | 2005 | 2006 | 2010 | 2015 | 2020 | 2022 | - |
| ---- | ---- | ---- | ---- | ---- | ---- | ---- | ---- | - |
| 840  | 821  | 830  | 835  | 806  | 793  | 752  | 741  | - |

## Culture locale et patrimoine

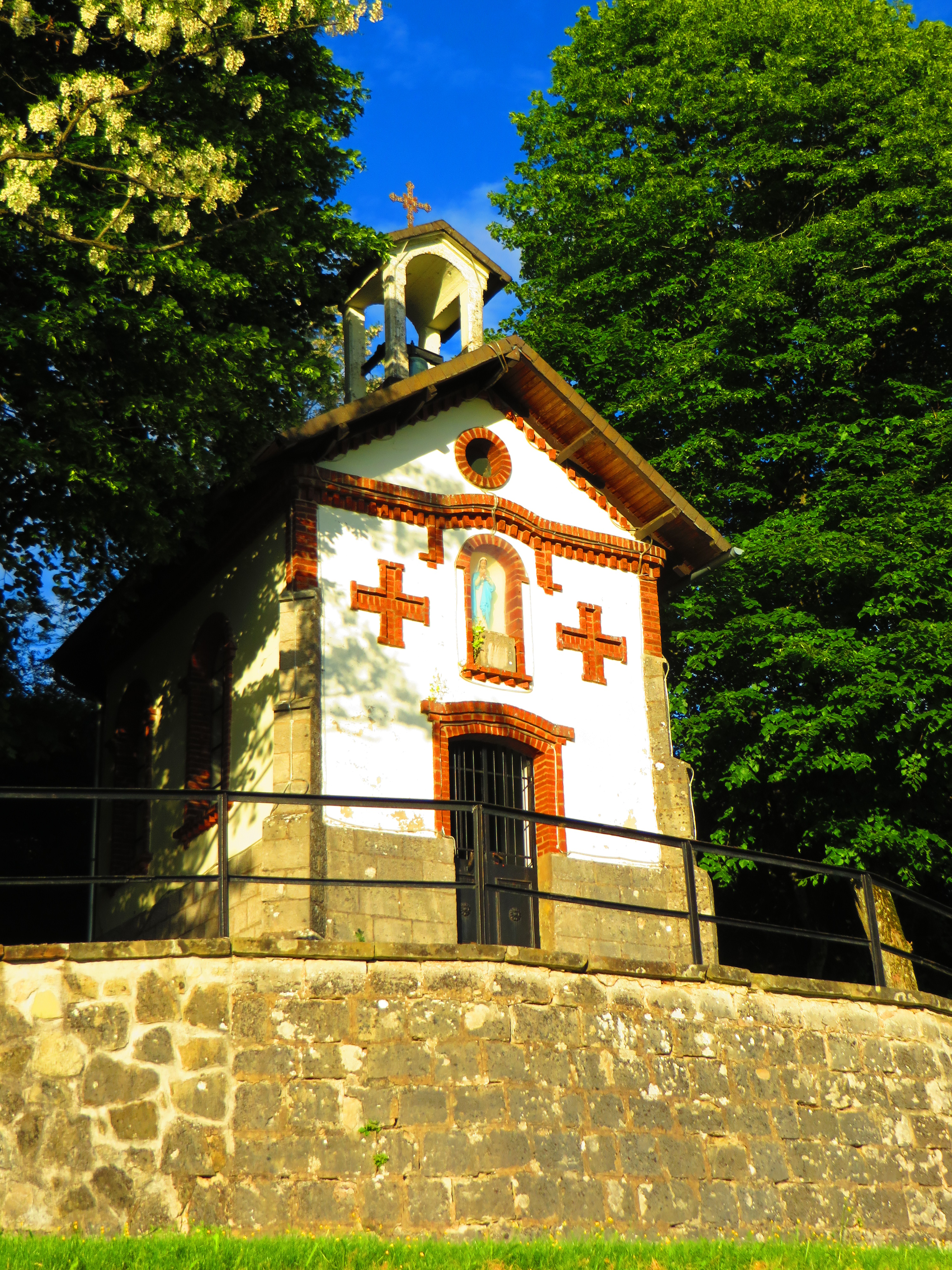
Chapelle Notre-Dame

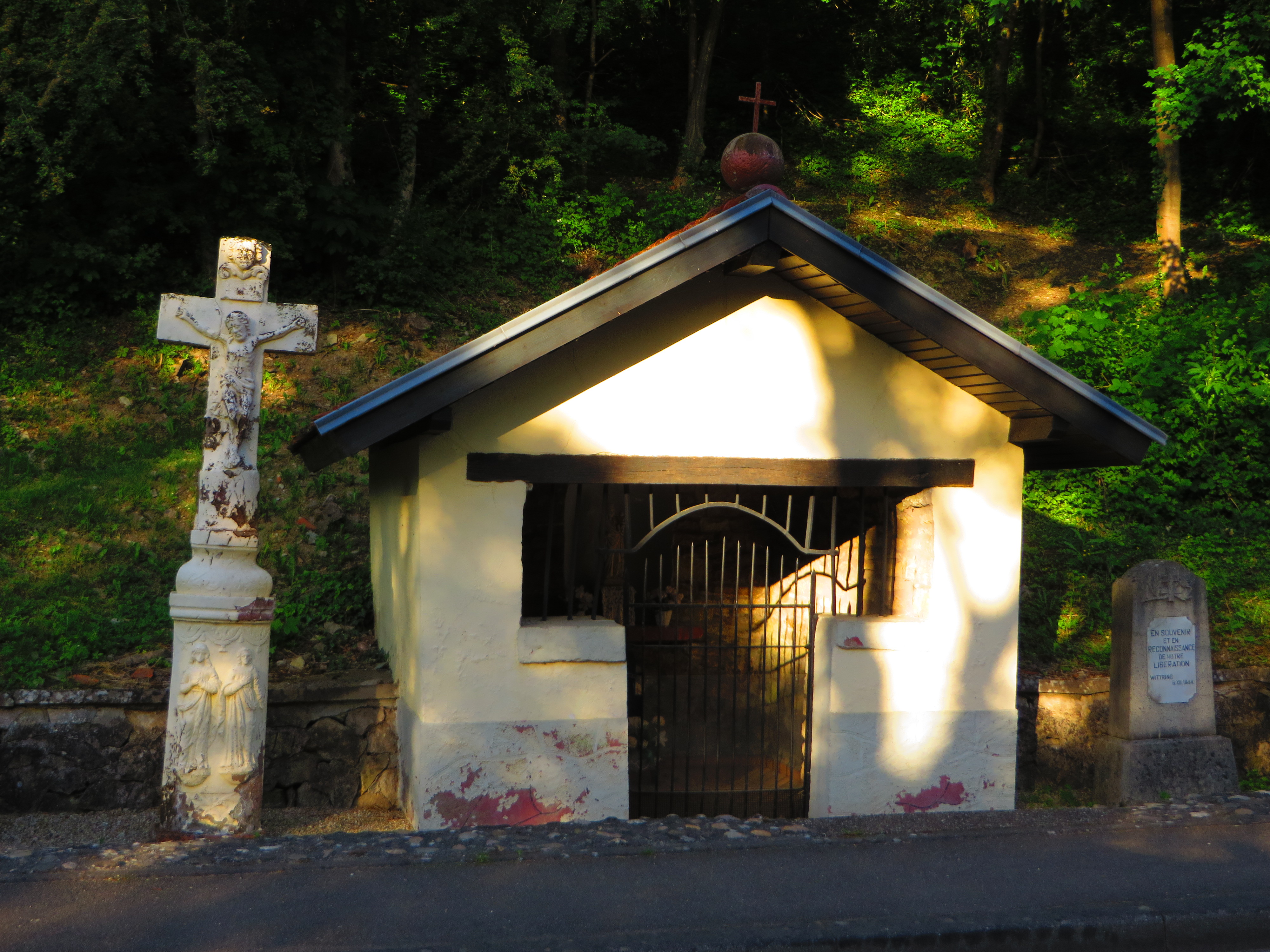
Chapelle Sainte-Anne

### Lieux et monuments
- Ferme Kremerich, reconstruite 1846.
- Sentier des deux chapelles.
- Galeries souterraines.

#### Édifices religieux
- Église Saint-Étienne néo-gothique 1904, appelée cathédrale de la Sarre.
- Chapelle Notre-Dame (Chapelle d'Achen) 1882.
- Chapelle Sainte-Anne 1670.
- Les sept calvaires de Wittring.

### Personnalités liées à la commune
- Jean-Pierre Mourer, député sous la Troisième République puis collaborateur.

### Héraldique
| Blason de Wittring | Blason  | D'or au chevron d'azur accompagné en chef de deux cailloux de gueules et en pointe d'une rose du même pointée de sinople. |
| Blason de Wittring | Détails | Le statut officiel du blason reste à déterminer.                                                                          |